# Annina fustis
Annina fustis là một loài chân đều trong họ Cirolanidae. Loài này được Bowman & Iliffe miêu tả khoa học năm 1991.